# 北胡西克 (紐約州)
北胡西克（英語：North Hoosick）是位於美國紐約州倫塞勒縣的非建制地區。

## 歷史
北胡西克的郵局自1849年營運至今。

## 地理
北胡西克所處的海拔為高於海平面136米（即446英呎），而該地所採用的時區為UTC-5，即北美东部时区（EST）。同時該地設有夏令時間，為UTC-5調快一小時，即UTC-4（EDT）。